# Griffith 600
Der Griffith 600 (alternativ: Griffith GT) ist ein italienisch-amerikanischer Sportwagen, der unter Einbindung mehrerer Subunternehmen von Intermeccanica in Turin gebaut und von Griffith Motors aus New York mit Motoren versehen und 1966 in den USA vermarktet wurde. Das Projekt scheiterte bereits nach der Fertigstellung der ersten Autos. Weiterentwicklungen des Griffith 600 sind der Omega GT von 1967 sowie die Intermeccanica-Modelle Torino und Italia.

## Entstehungsgeschichte

### Griffith und Intermeccanica

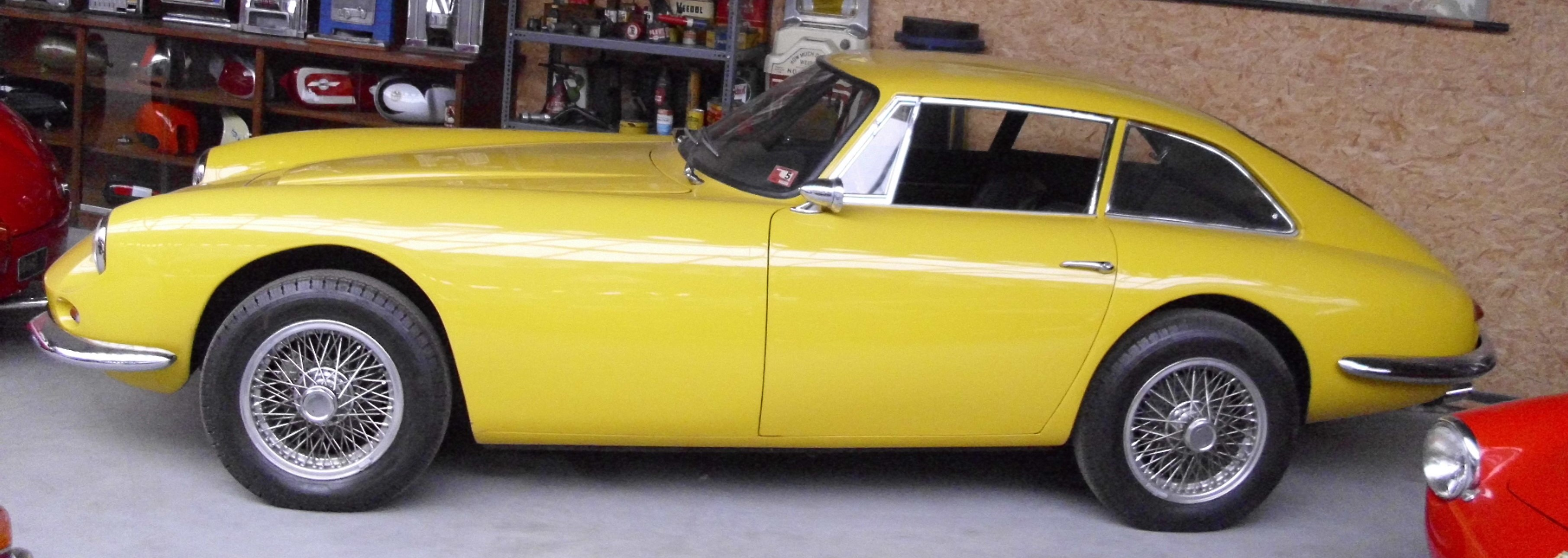
Vorgänger bei Intermeccanica: Apollo GT

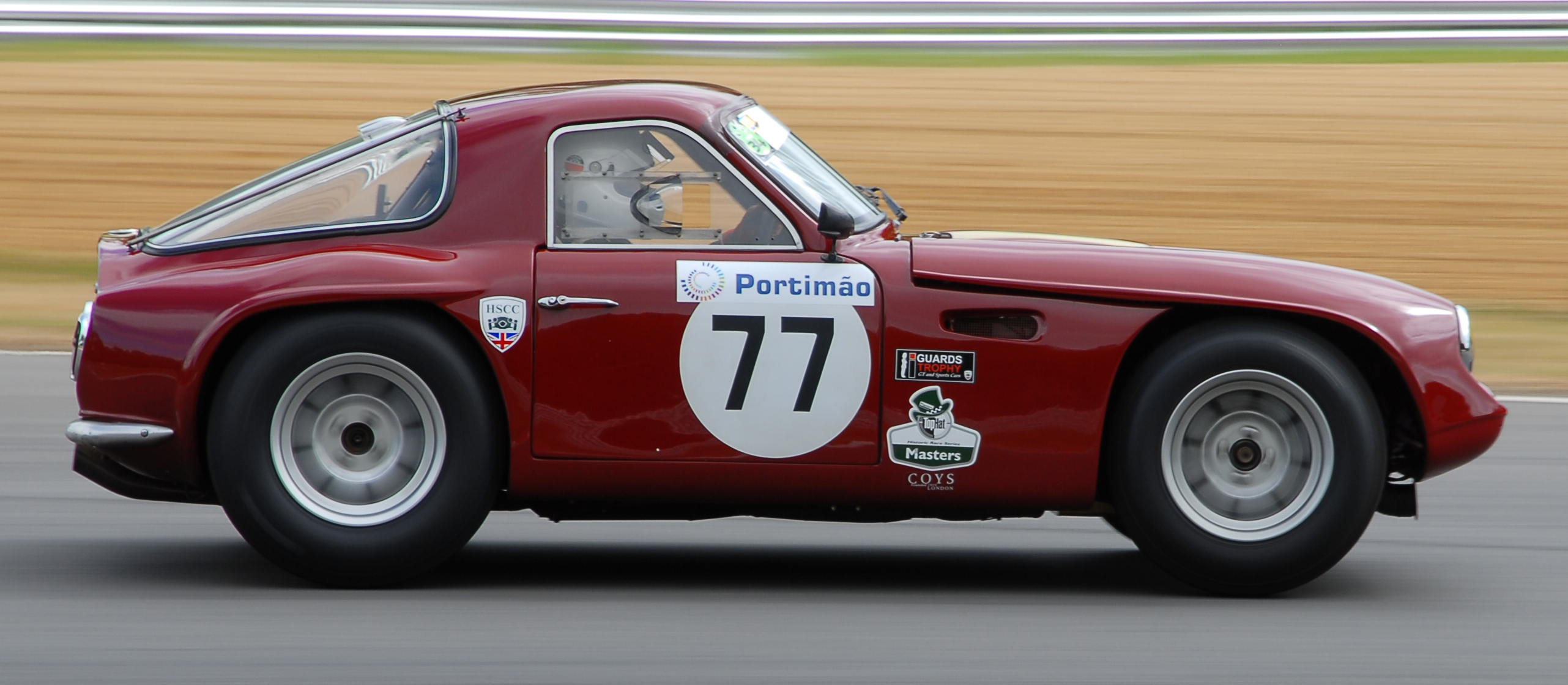
Vorgänger bei Griffith Motors: Griffith 400 mit TVR-Karosserie

Der Griffith 600 entstand aus einer Kooperation von Intermeccanica und Griffith Motors.
Das 1959 von Frank Reisner gegründete Turiner Unternehmen Intermeccanica hatte 1962 einen zweisitzigen Sportwagen entwickelt, der ab 1963 in kleiner Serie gebaut wurde. Intermeccanica lieferte die kompletten Wagen – allerdings ohne Antriebseinheit – bis 1965 an verschiedene kalifornische und texanische Betriebe, die sie mit Großserienmotoren von General Motors ausrüsteten und unter den Bezeichnungen Apollo GT und Vetta Ventura in Amerika verkauften. Jeder der Abnehmer hatte finanzielle Schwierigkeiten, sodass Intermeccanica die Produktion dieses Modells im Herbst 1965 beenden musste, nachdem insgesamt 88 oder 89 Autos entstanden waren. Ein vergleichbares Konzept verfolgten in den frühen 1960er-Jahren der New Yorker Ford-Händler Jack Griffith und der britische Sportwagenhersteller TVR: Griffith Motors in Long Island importierte seit 1962 TVR-Grantura-Sportwagen in die USA und stattete sie nach dem Vorbild des AC Cobra dort mit Achtzylindermotoren von Ford aus, um sie als Griffith 200 und 400 zu verkaufen. Diese Verbindung endete infolge der Insolvenz TVRs ungefähr zur gleichen Zeit wie Intermeccanicas Apollo-Projekt. Auf der New York Auto Show 1965 fanden Intermeccanica und Griffith zueinander. Frank Reisner und Jack Griffith vereinbarten, dass Intermeccanica ab 1966 Sportwagenkarosserien ohne Motoren an Griffith Motors zur Vermarktung in den USA liefern sollte. Intermeccanica trat damit bei Griffith an die Stelle von TVR. Frank Reisner erwartete durch die Verbindung mit Griffith eine langfristige finanzielle Absicherung seines Unternehmens, denn der Auftrag von Griffith war auf den Bau von insgesamt 1000 Autos ausgerichtet, was weit mehr als das war, was Intermeccanica bislang hergestellt hatte.

### Entwicklung

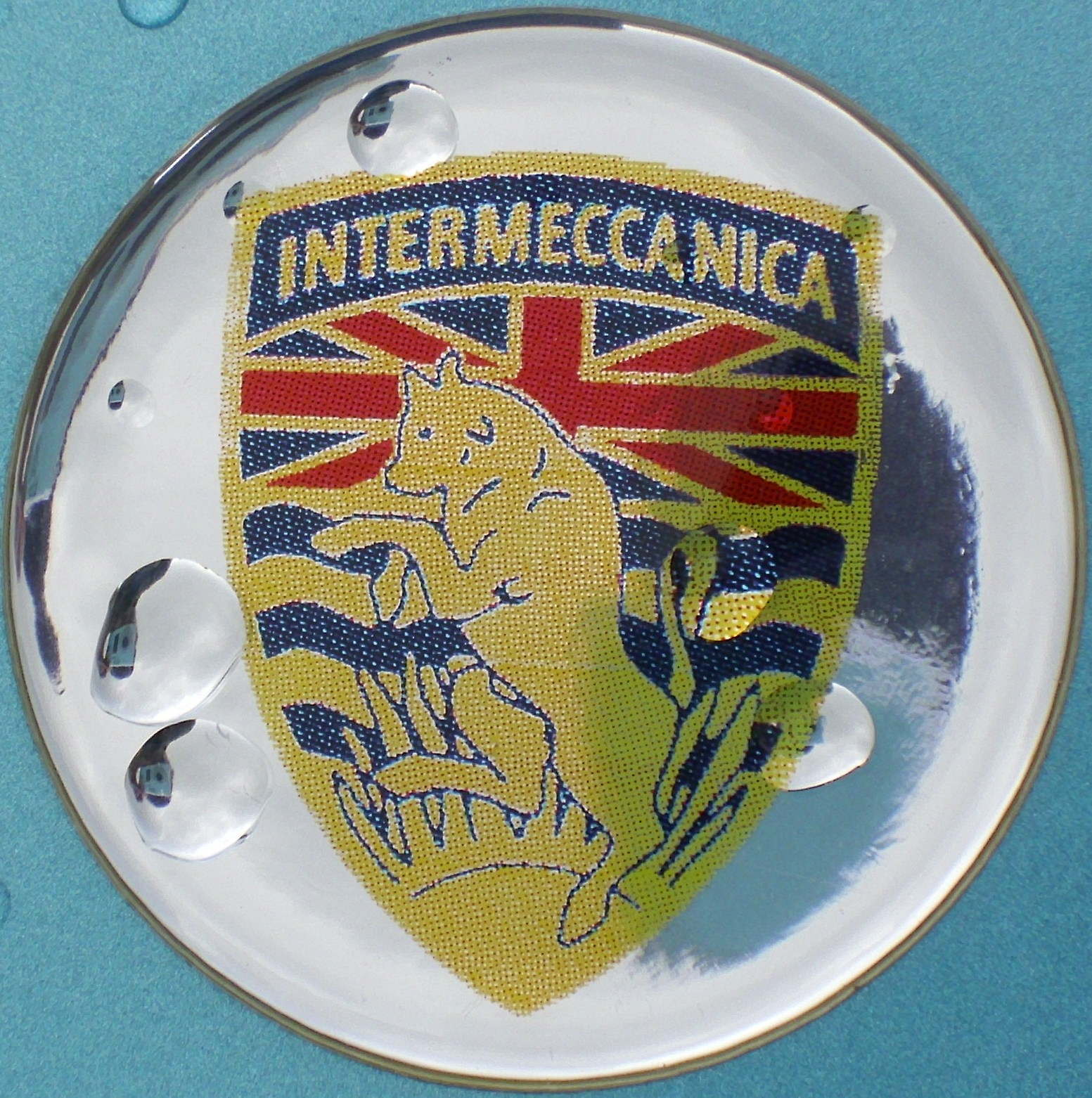
Prancing Bull: Intermeccanica-Logo

Griffiths anfängliche Überlegungen waren darauf gerichtet, die 2+2-sitzige Version des Apollo GT in die USA zu importieren, von der Intermeccanica im Herbst 1964 einen Prototyp hergestellt hatte und die ein Einzelstück geblieben war. Dem standen allerdings urheberrechtliche Gründe entgegen, da der Entwurf der Vanguard Motors Corporation gehörte, einem früheren Geschäftspartner Intermeccanicas. Stattdessen entwarf Intermeccanica im Winter 1965/66 ein neues Auto für Griffith, das sich technisch und stilistisch deutlich von den bisherigen Apollo-Modellen unterschied. Jack Griffith beteiligte den ehemaligen General-Motors-Designer Robert Cumberford ebenso an der Entwicklung wie den britischen Rennwagenkonstrukteur John Crosthwaite, der bereits für BRM, Cooper und Lotus gearbeitet hatte und als Chassisspezialist galt. Außerdem wurde der Rennfahrer Mark Donohue für Testfahrten verpflichtet. In Verkaufsanzeigen machte Griffith ihn zum Chefingenieur.
Zu Beginn der Planungsphase ging Jack Griffith davon aus, dass der 600 ebenso wie seine bisherigen Sportwagen von amerikanischen Ford-Motoren angetrieben würden. Auf dieser Grundlage entwickelte Intermeccanica auch das Chassis und das Fahrwerk. Griffith erhielt aber keinen Zugriff auf Ford-Motoren, einer Quelle zufolge wegen offener Forderungen für frühere Lieferungen aus der TVR-Ära. Letztlich bekam nur der erste Griffith 600, der die Rolle eines Prototyps einnahm, einen Ford-Motor, wahrscheinlich aus Griffiths Altbestand. Für die Serienproduktion wich Griffith auf Achtzylindermotoren von Plymouth aus, einer Konzernmarke des Ford-Konkurrenten Chrysler. In dieser Form wurde das Auto in den USA auch in Anzeigen beworben („Plymouth powered“). 1966 erhielt Griffith einen Satz von 10 Motoren und Getrieben von Chrysler. Allerdings wurde wahrscheinlich nur ein Auto bei Griffith mit dem Plymouth-Motor ausgestattet. Der größere Plymouth-Motor konnte nur nach umfangreichen Änderungen am Vorderwagen in das Auto eingebaut werden. Weil er auch schwerer war als der ursprünglich vorgesehene Ford-Motor, veränderte sich das Fahrverhalten des Autos nachteilig. Mark Donohue unternahm ausgiebige Testfahrten mit diesem Fahrzeug und berichtete von „schwerem Untersteuern“, außerdem sei das Bremsverhalten des frontlastigen Autos ein „Alptraum“ gewesen. Bis zum Sommer 1966 konnte Griffith die Probleme nicht lösen.

### Scheitern und Wiederbelebung
Zusätzlich zu den technischen Schwierigkeiten war Griffith Motors auch finanziell nicht in der Lage, den vereinbarten Abnahmeverpflichtungen nachzukommen. Bereits bei Abschluss der Vereinbarung mit Intermeccanica war Griffith in erheblichen wirtschaftlichen Schwierigkeiten, und das Intermeccanica-Geschäft war der letzte Versuch gewesen, weitere Einnahmequellen zu erschließen. Nachdem eine erste Lieferung von Autos in New York angekommen war, war Griffith Motors zahlungsunfähig. Zu dieser Zeit hatten Intermeccanicas Subunternehmer bereits über 170 Rohkarosserien hergestellt, die in Italien auf die Komplettierung warteten.
Ende 1966 übernahmen der Journalist Steve Wilder und das Unternehmen Suspensions International das Projekt. Sie verkauften 1967 etwa 33 Autos mit der schon von Griffith geplanten Ford-Motorisierung unter dem Namen Omega GT. Nachdem auch diese Kooperation nach weniger als einem Jahr gescheitert war, vermarktete Intermeccanica die weitgehend unveränderten Autos unter den Modellbezeichnungen Torino und Italia ab 1968 selbst. Erst damit wurde Intermeccanica dauerhaft erfolgreich. In dieser Konfiguration entstanden mehr als 500 Fahrzeuge dieses Typs. Die Intermeccanica Italia wurden in Deutschland zeitweise von Erich Bitter vertrieben und sind Vorläufer des Sportwagens Bitter CD.

## Modellbeschreibung

### Chassis und Fahrwerk
Der Griffith 600 hat einen Leiterrahmen aus verschweißten Stahlrohren mit quadratischem Querschnitt. Der Markenmonografie zu Intermeccanica zufolge ist das Chassis des Griffith 600 eine Konstruktion Frank Reisners. Griffiths Berater John Crosthwaite habe nach der Fertigstellung des Entwurfs nur einzelne Vorschläge für Detailänderungen unterbreitet, die Reisner aufgegriffen habe. Andere Quellen hingegen nennen Crosthwaite als alleinigen Urheber des Chassis.
Die Fahrwerkskomponenten sollten nach den ursprünglichen Planungen der Serienproduktion von Ford USA kommen. In der Entwicklungsphase entschied sich Reisner dagegen bei der vorderen Einzelradaufhängung für Teile des Fiat 2300. Hinten ist eine Starrachse mit einem Panhardstab eingebaut. Die an allen Rädern installierten Scheibenbremsen bezog Intermeccanica aus Großbritannien von Girling.

### Karosserie

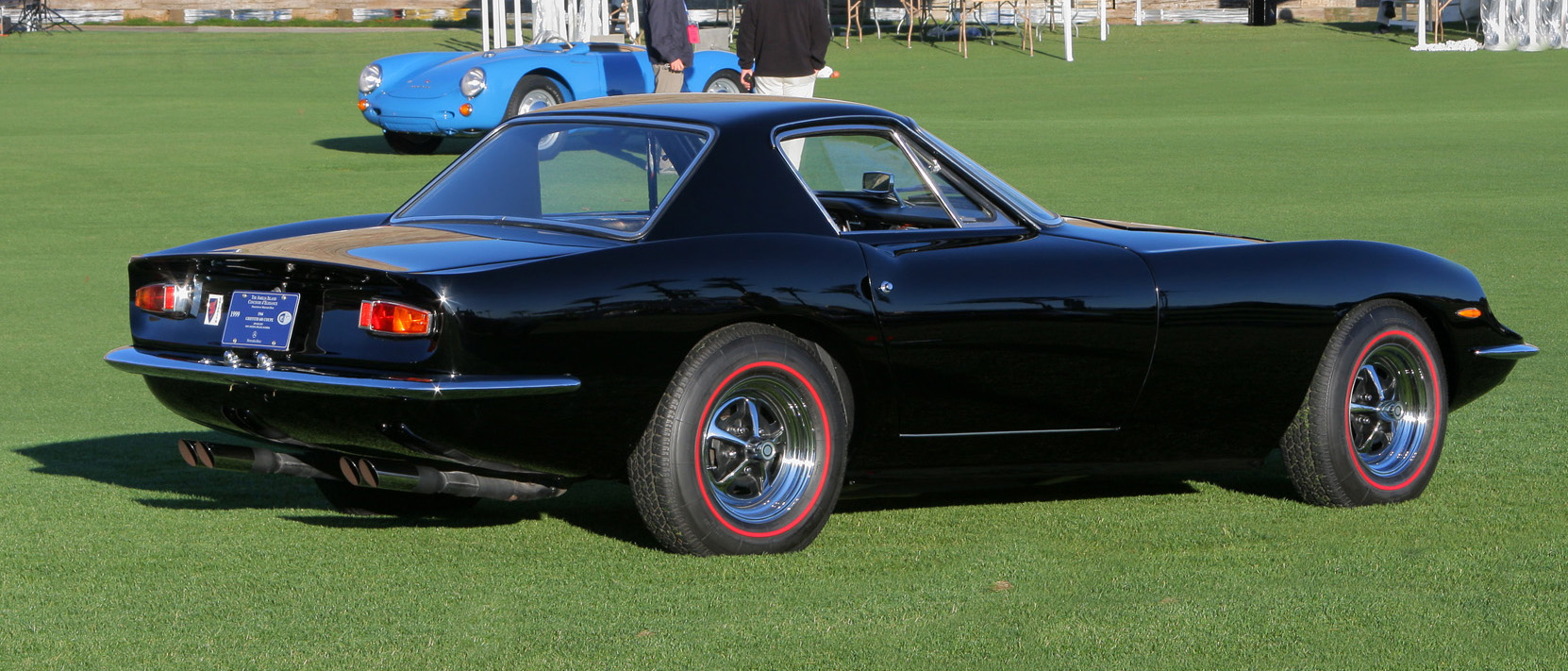
Griffith 600 Coupé

Anders als die früheren Griffith-Sportwagen, deren Karosserie aus glasfaserverstärktem Kunststoff bestand, hat der Griffith 600 eine Karosserie aus Stahlblech, die in Handarbeit über einem Holzmodell hergestellt wurde. Ihr Design basiert auf einem Entwurf von Robert Cumberford, den der ehemalige Bertone-Designer Franco Scaglione im Auftrag Intermeccanicas im Detail überarbeitete.
Der Griffith 600 wurde als zweitüriges Stufenheckcoupé und als zweitüriges Cabriolet gestaltet. Beide Varianten stimmen abgesehen von der Dachpartie stilistisch überein. Die Proportionen und einige Detailgestaltungen sind denen des 1964 vorgestellten Ferrari 275 GTB nachempfunden. Der Vorderwagen ist lang, das weit nach hinten versetzte Fahrgastabteil dagegen knapp geschnitten. Die Rundscheinwerfer sind leicht zurückversetzt in den vorderen Enden der Kotflügel untergebracht. Der vordere Kühllufteinlass wird wie die des Ferrari von einer zweiteiligen Stoßstange flankiert; lediglich ein einzelner Griffith 600 hat eine durchgehende Stoßstange oberhalb der Kühleröffnung. Das Heck hat eine Abrisskante mit waagerecht angeordneten Rückleuchten des Renault 8. Beim Coupé ist das Dach trapezförmig gestaltet. Die B-Säule ist komplett verkleidet.

### Motorisierung und Kraftübertragung
Der erste in die USA gelieferte Griffith 600 hatte den 4727 cm³ (289 cui) großen Ford-Achtzylindermotor der Windsor-Baureihe, den Griffith Motors bereits in die Modelle 200 und 400 eingebaut hatte und der außerdem in den potentiellen Konkurrenzmodellen AC Cobra und Sunbeam Tiger erhältlich war. Seine Leistung wurde mit 200 PS (147 kW) angegeben, das Gewicht mit 230 kg (506 lb).
Das für die Serienmodelle vorgesehene Plymouth-Triebwerk war ein Smallblock-Motor der Chrysler-LA-Reihe mit 4473 cm³ (273 cui) Hubraum (Bohrung × Hub: 92,1 mm × 84,1 mm), der die Marketingbezeichnung Plymouth Commander trug. Für den 600 wählte Griffith die High-Performance-Version mit 238 PS (175 kW), die 1966 im Chrysler-Programm unter anderem die Spitzenmotorisierung des Plymouth Barracuda war. Das Gewicht des Motors lag bei 245 kg (525 lb). Als Kraftübertragung war ein handgeschaltetes Vierganggetriebe von Chrysler vorgesehen, gegen Aufpreis sollte eine Dreigangautomatik erhältlich sein.

## Produktionsprozess
Der Produktionsprozess war, wie bei Intermeccanica üblich, auf zahlreiche Subunternehmer aus der Region Turin verteilt. Das Chassis stellte Balla her, die Rohkarosserie wurde bei Cellino aufgebaut, die Lackierung übernahm Fillippone, und die Komplettierung, d. h. der Einbau der Fenster und der Inneneinrichtung, erfolgte bei Carbondio. Intermeccanica machte die Wagen exportfertig. Die Motoren und Getriebe sollten schließlich bei Griffith Motors in den USA eingebaut werden.

## Vermarktung und Produktion
Griffith Motors warb für den 600 mit Plymouth-Motor im Sommer 1966 in landesweiten Anzeigen. Der Verkaufspreis für das Coupé wurde mit 6.095 $ angegeben, sodass der Griffith 600 etwa 50 % teurer war als ein (leistungsstärkerer) Chevrolet Corvette.
Wie viele Griffith 600 entstanden, ist unklar. Die meisten Quellen einschließlich der Werksmonografie gehen davon aus, dass Intermeccanica sechs Fahrzeuge an Griffith lieferte; andere Quellen hingegen sprechen – jeweils ohne weitere Begründung – von 10 oder 14 Autos. Zwar sahen Griffiths Planungen neben den Coupés auch den Bau von Cabriolets vor; Anhaltspunkte dafür, dass tatsächlich ein oder mehrere offene Griffith 600 gebaut wurden, gibt es aber nicht. Die Werksmonografie dokumentiert lediglich sechs Griffith 600 Coupés. Eindeutig belegt sind Cabrioletversionen auch beim Omega GT nicht; erst vom Intermeccanica Italia gibt es zweifelsfrei Cabriolets.
Wahrscheinlich wurden nur zwei Griffith-Karosserien bei Griffith Motors mit Motoren ausgestattet: Ein Fahrzeug erhielt einen Ford-Motor, ein anderes einen Motor von Plymouth. Die übrigen Fahrzeuge wurden kurz vor dem Zusammenbruch von Griffith Motors ohne Antriebseinheit verkauft und von den Käufern jeweils eigenverantwortlich mit Motoren ausgestattet.